# Thisbe irenea
Thisbe irenea är en fjärilsart som beskrevs av Stoll 1780. Thisbe irenea ingår i släktet Thisbe och familjen Riodinidae. Inga underarter finns listade i Catalogue of Life.

## Bildgalleri

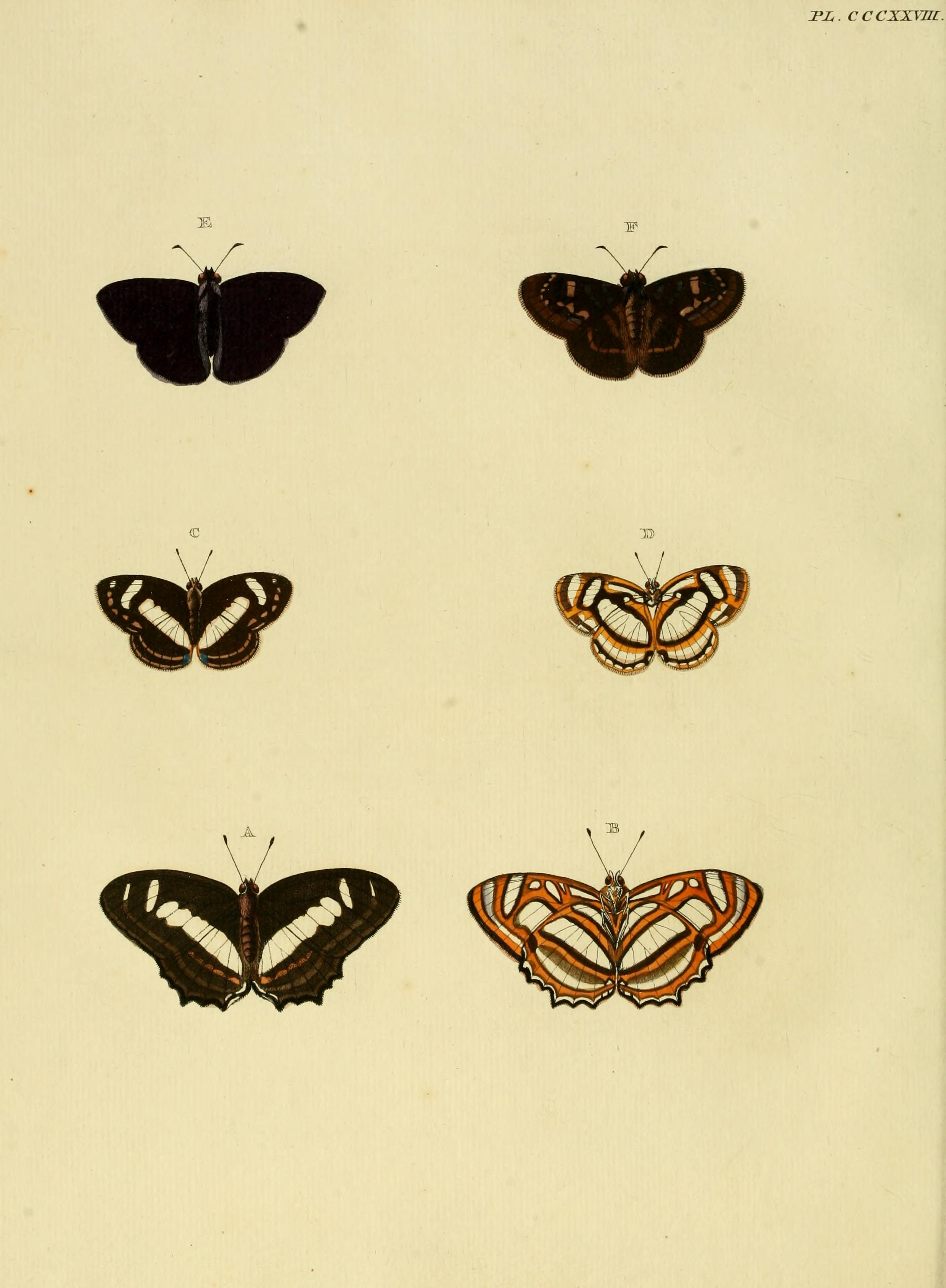
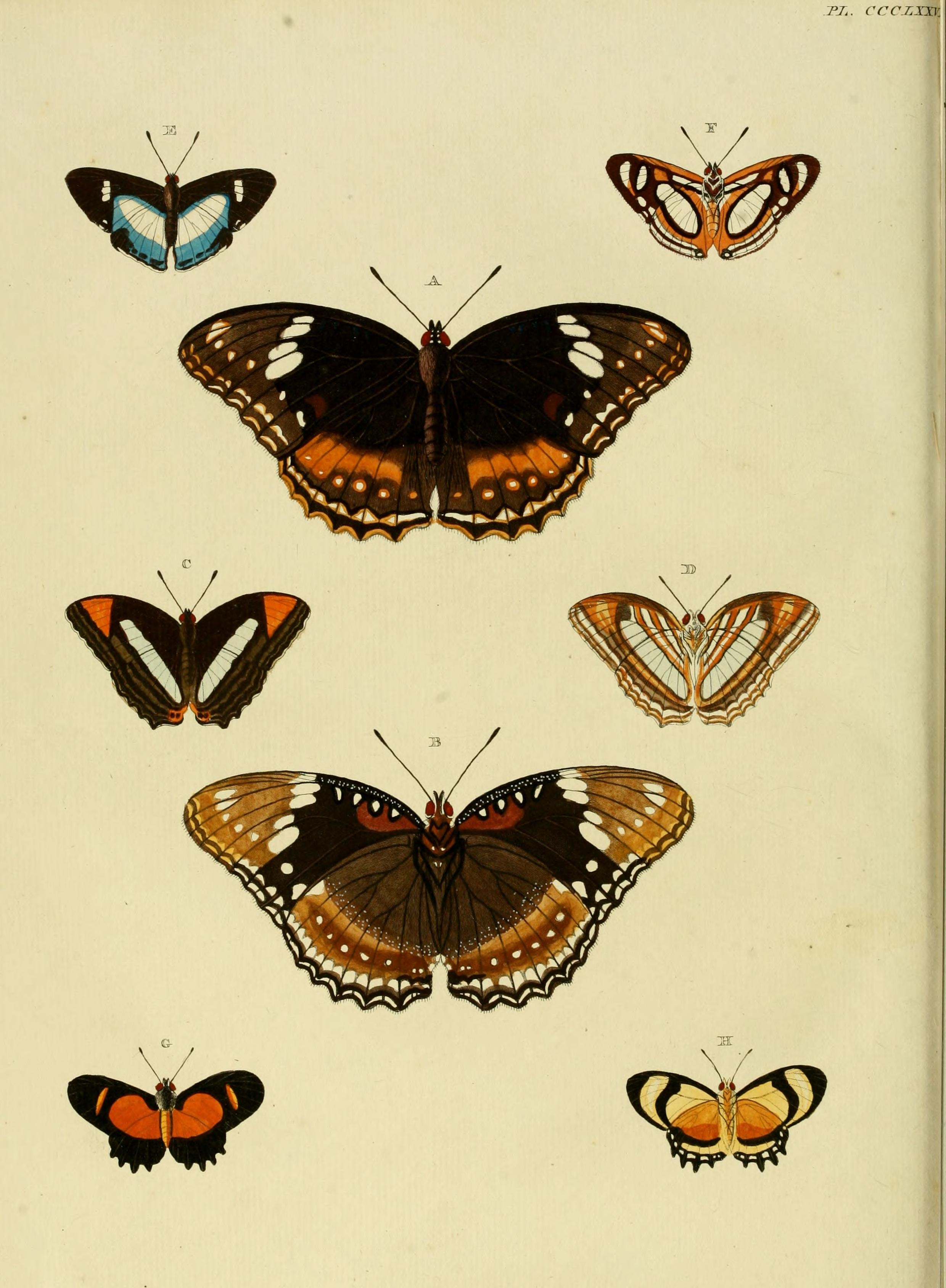